# Tōkichi Setoguchi
Tōkichi Setoguchi (瀬戸口藤吉, Setoguchi Tōkichi), 28 juin 1868 – 8 novembre 1941 est un compositeur, professeur, chef d'orchestre et clarinettiste japonais.

## Biographie
Setoguchi naît le 28 juin 1868 dans la préfecture de Kagoshima dans ce qui est à présent la ville de Tarumizu. En 1882, Setoguchi s'engage comme clarinettiste  dans l'orchestre militaire de la Marine impériale japonaise à Yokosuka. Plus tard il devient chef d'orchestre.  Au cours d'une tournée de concerts en 1907 dans 16 pays européens, il connaît un grand succès et devient connu sous le nom de Sousa japonais. En 1910, il accompagne le prince Yoshihito dans son voyage à Londres pour les célébrations du couronnement du roi George V du Royaume-Uni. Il prend sa retraite en 1917.
Après son service actif, il est professeur de musique dans diverses universités et conservatoires de musique.
Il meurt le 8 novembre 1941 d'une hémorragie cérébrale.
En tant que compositeur, il a écrit un certain nombre de chants et marches militaires. En outre, il a réformé la musique militaire japonaise entre la Première et la Seconde Guerre mondiale.

## Compositions

### Œuvres pour orchestre à vent (orchestre militaire)
- 1897 : Gunkan kōshinkyoku (qui se traduit par La marche du navire de guerre) - texte Hiraku Toriyama. Marche officielle de la marine impériale japonaise et de son successeur, l'actuelle force maritime d'autodéfense japonaise.
- 1914 : Nihonkai Kaisen (ja)
- 1941 : Mamore Taiheiyo
- Battle of the Yellow Sea - texte Takeki Owada
- Flag of the Naval Ensign - texte Takeki Owada
- Gakushuin 50th Anniversary Song
- Harbor
- Hiroshi Kusunoki (Our Exile)
- Night Battle of the Tsushima Sea - texte Takeki Owada
- Obstruction Corps - texte Takeki Owada
- Qingdao Occupation Songs
- Sixth Submarine Lost - texte Takeki Owada
- Song of the Shikishima Warship (aussi, Warship -Shikishima- March) - texte Masaomi Ban
- South Manchuria Song
- Spring Dance
- The Athletics Grand March
- The Battle Of Tsushima Sea March - texte Takeki Owada
- The Man of War March
- The Patriotic March (Aikoku Koshinkyoku) - (composé avec Ushimatsu Saitō) - texte Yukio Morikawa
- The War of Mongolian Invasion
- Tokyo Tokyo ode march
- Watch Out, march
- Women's Patriotic Song
- Working Vessels - texte Takeki Owada et Nobutsuna Sasaki